# La Colònia la Fàbrica
|  | Aquest article tracta sobre una entitat de població d'Artesa de Segre. Si cerqueu el Barri Internacional de Flix, vegeu «La Colònia de la Fàbrica». |

La Colònia la Fàbrica és una entitat de població del municipi d'Artesa de Segre, a la comarca de la Noguera, i antiga colònia tèxtil, situada a l'esquerra del riu Segre, als peus del tossal del Conill, prop del Pont d'Alentorn, al centre del terme municipal. La carretera LV-5121 és la seva principal via de comunicació.

## Història
La Colònia La Fàbrica es comença a construir l'any 1905 i s'inaugura un any més tard per a l'emplaçament de la fàbrica de filats Viuda de Tolrà i els edificis que configuren el conjunt arquitectònic de la colònia, d'un marcat
caràcter noucentista amb reminiscències modernistes i neobarroques.
L'any 1922 Pericas, Boixeda i cia. compra la fàbrica i la colònia es dedica en exclusiva a la filatura del cotó. Esdevé llavors un dels complexos tèxtils més importants de Catalunya i la tercera fàbrica en importància a tot l'estat espanyol pel que fa als seus nivells de producció.
Durant la guerra civil la fàbrica es tanca i col·lectivitza per fer-la servir com a seu de l'onzè batalló de l'exèrcit republicà. Després d'aquesta guerra, l'any 1945 es dissol la societat propietària i Boixeda es fa càrrec de l'empresa tèxtil amb el nou nom de Hilaturas del Segre, S.A. És l'època en què la colònia compta amb un nombre més gran de treballadors, arribant a la xifra de 320 empleats.
L'any 1967, malgrat els plans de viabilitat encarregats per Miquel Coll i Alentorn, gerent de l'empresa aleshores, la crisi general del sector tèxtil i la manca d'inversions porta a la fàbrica a aturar la seva activitat i tancar. La colònia resta abandonada durant trenta anys fins que, després de la compra de les diferents edificacions per part de particulars i la rehabilitació dels edificis l'any 1997, recupera població i reprèn la seva activitat industrial i agrícola.

## Flora
La Colònia la Fàbrica presenta una concentració d'arbrat singular dins el territori que l'envolta. En destaquen tres tipus:
- Els Populus deltoides, uns pollancres centenaris importats dels Estats Units d'Amèrica per ombrejar el passeig que condueix des de l'entrada fins a l'edifici de la Fàbrica i que són el darrer testimoni viu del naixement de la colònia
- Els til·lers, situats al davant dels antics edificis dels treballadors, que donen nom al passeig que els voregen
- La pineda